# Підгайці (Львівський район)
Підга́йці (до 1946 року - Фердинандівка) — село в Україні, в Львівському районі Львівської області. Населення - 181 особа.

## Населення
За даними всеукраїнського перепису населення 2001 року, в селі мешкало 181 особа. Мовний склад села був таким:
| Мова       | Число ос. | Відсоток |
| ---------- | --------- | -------- |
| українська | 181       | 100      |